# 露絲·莎法洛法

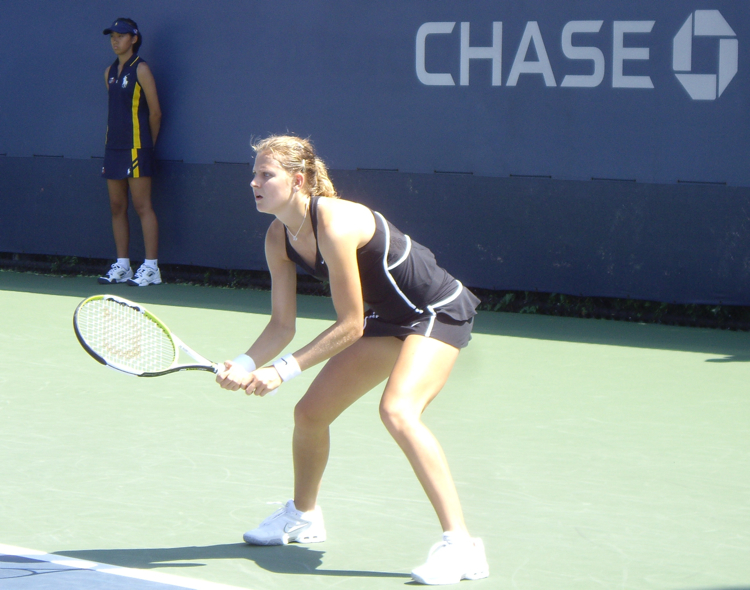
露絲·莎法洛法

露絲·莎法洛法（捷克語：Lucie Šafářová，1987年2月4日—）女，捷克网球运动员。她是繼妮科萊·瓦伊迪索娃後，又一位捷克新秀；她在2005年的Estoril中，由外圍賽到成功奪標後開始成名。在2014年溫布頓網球錦標賽女子單打比賽中进入四强，进入2015年法國網球公開賽女子单打决赛。与比丹妮·瑪蒂克-桑茲搭档夺得2015年澳洲網球公開賽和2015年法國網球公開賽、2016年美國網球公開賽、2017年澳洲網球公開賽女子双打冠军。

## 職業生涯

### 2017年
因澳網女單提前出局，止步於第二輪(對手為小威廉斯)，又因原本持外卡的Carla Suarez Navarro肩傷退賽，為最後一位持外卡來參加WTA台灣公開賽的選手，最後於生日當天敗給彭帥，止步於四強，不過主辦單位仍於賽後記者會上替Safarova慶生。

## 大滿貫

### 女單亞軍（1）
| 年份 | 比賽 | 場地 | 決賽對手 | 對手國籍 | 勝方比分       |
| ---- | ---- | ---- | -------- | -------- | -------------- |
| 2015 | 法網 | 紅土 | 小威廉絲 | 美國     | 6–3、62–7、6–2 |

## 外部連結
- 官方网站
- 露絲·莎法洛法的国际女子网球协会官方資料（英文）
- 露絲·莎法洛法的國際網球總會 職業／青少年 官方資料（英文）
- Fed Cup - Player profile - Lucie SAFAROVA (CZE) （页面存档备份，存于）